# Pile o'Sápmi

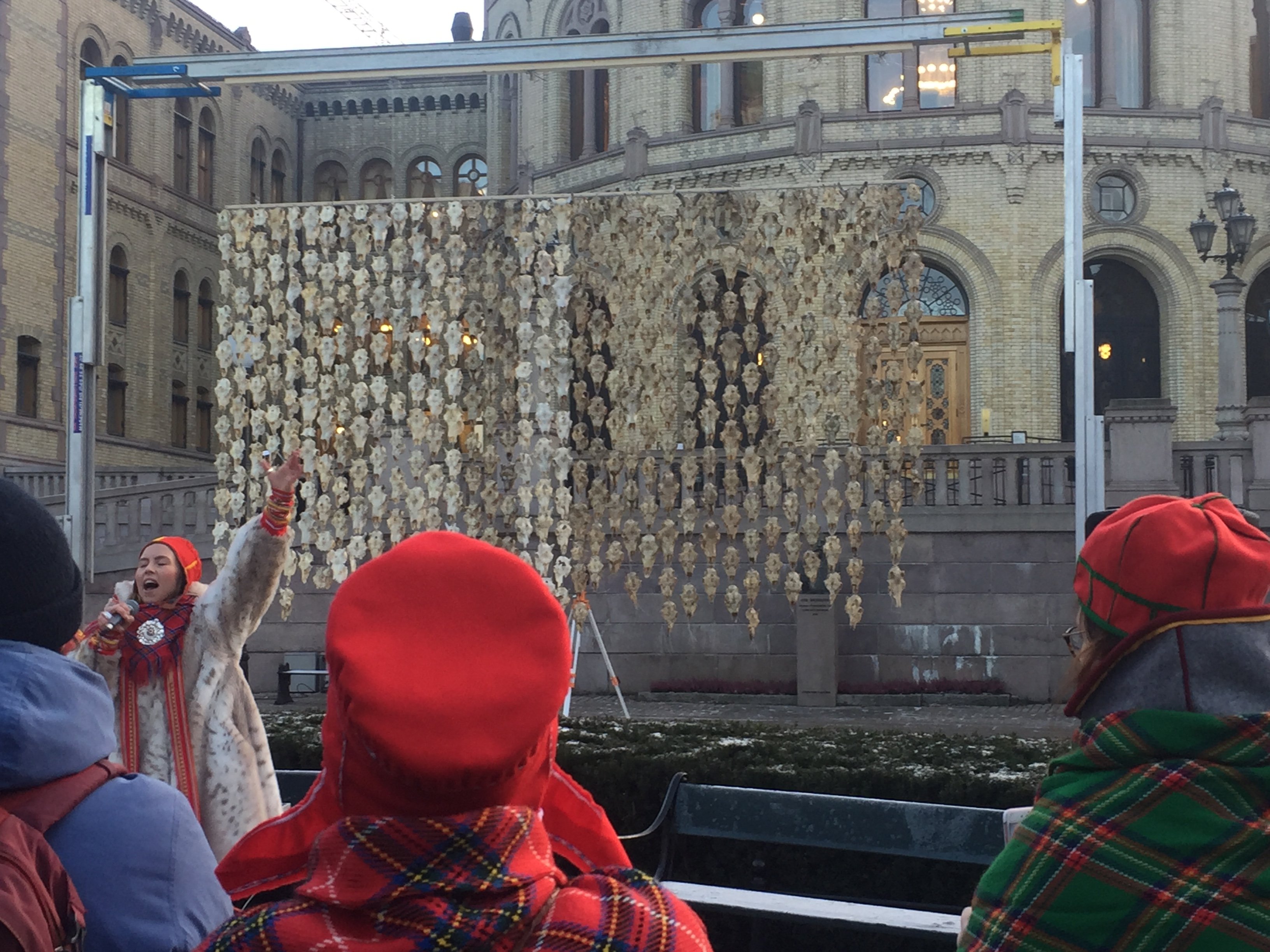
Protest med Sofia Jannok framför Stortinget i Oslo med Pile o’Sápmi, till förmån för Máret Ánne Saras bror Jovsset Ánte Sara i rättstvisten med norska staten om obligatorisk renslakt, december 2017.

Pile o'Sápmi är ett installationskonstverk av Máret Ánne Sara.
Pile o'Säpmi finns i några varianter från 2016 till 2017. Gemensamt är att de innehåller ett stort antal renskallar och är en kommentar i en (i januari 2019 fortfarande pågående) rättstvist mellan Máret Ánne Saras yngre bror Jovsset Ánte Sara och den norska staten om tillåten storlek på Jovsset Ánte Saras renhjord i Vest-Finnmark.

## Konstverket
Den första Pile o' Sápmi visade Máret Ánne Sara utanför Inner Finnmark Tingrett i Tana bru i februari 2016. Det bestod av en hög av 200 renskallar med en norsk flagga på toppen.
En annan variant från 2016, Pile o' Sápmi – Shouts from a Shit Flow har 150 renskallar som en vid klänning på en modell i plast.
En tredje variant visades på documenta 14 i Atén och i Kassel under 2017. Det bestod av en 450 x 200 centimeters gardin, eller matta, av renskallar monterade ihop på en ställning med metalltråd, porslinshalsband i 200 delar av renben, två fotoljuslådor samt två vitrinskåp med Reindriftsloven och utdrag ur rättegångsdokument från tvistemålet mellan Jovsset Ánte Sara och den norska staten.
Gardinen med 400 renskallar sattes upp som Pile o' Sápmi Supreme i december 2017 utanför Stortinget i Oslo. Detta konstverk inköptes 2018 av Nasjonalmuseet for kunst, arkitektur og design i Oslo.

## Rättstvisten
Jovsset Ánte Sara övertog 2010 en andel renskötselrättigheter i reinbeitedistrikt 20 Fálá, som har sommarbete på Kvaløya (nordsamiska: Fálá), och började med statligt etableringsstöd bygga upp en renhjord i Vest-Finnmark reinbeiteområde. Två år senare beslöt dåvarande Statens reindriftsforvaltning att antalet renar i Finnmark skulle minska för att komma till rätta med det överbetningsproblem som bedömdes finnas i fylket.
Varje renbetesdistrikt är indelat i flera renskötsellag. Distrikten har enligt Reindriftsloven från 2007 tillåtelse för bete av ett visst antal renar, i detta fall från 2012/2013 1.700 renar i vårflock för reinbeitedistrikt 20 Fálá som Ánte Sara ingår i, vilket i mars 2012 hade 3.105 renar. Det är primärt renbetesdistriktets ansvar att fastställa kvotering mellan renskötsellagen, men detta kom inte internt överens om fördelningen av reduceringen av renantalet. Därför fattade Statens reindriftsforvaltning i februari 2013 detaljerat beslut om reducering, vilket för Jovsset Ánte Sara innebar att hans ännu långt ifrån uppbyggda hjord skulle reduceras från 150 djur till 75. Detta skulle medföra att renarnas antal markant skulle understiga nivån för lönsam drift. 
Efter att överklaganden tillbakavisats, stämde Jovsset Ánte Sara den norska staten i maj 2015 och fick rätt i första instans av Indre Finnmark tingrett i mars 2016. Tingsrätten ansåg att beslutet om reducering av renantalet innebar en kränkning av skyddet för egendom enligt Den europeiska konventionen om skydd för de mänskliga rättigheterna och de grundläggande friheterna. Staten överklagade till Hålogaland lagmannsrett i Tromsø, som avvisade överklagandet i mars 2017. Hovrätten baserade sitt beslut på reglerna för skydd av befolkningsminoriteter i FN:s konvention om medborgerliga och politiska rättigheter, samt på sin bedömning att det inte var möjligt att driva renskötsel ekonomiskt med endast 75 djur.
Därefter överklagade staten genom Regjeringsadvokaten till högsta domstolen, Høyesterett, i Oslo. Denna gav sin dom i december 2017, i vilken staten fick rätt. Høyesterett ansåg att utslaktningsbeslutet varken kränkte Ánte Saras rättigheter enligt FN-konventionen om civila och politiska rättigheter (artikel 27) eller Europakonventionens protokoll 1, artikel 1.
I juli 2018 överklagade Jovsset Ánte Sara till FN:s kommission för mänskliga rättigheter i Genève. Innan ärendet tagits upp för prövning där, utfärdade Landbruksdirektoratet ett nytt föreläggande i oktober 2018 om utslaktning av renhjorden senast den 31 december 2018. Renhjorden, nu 350 djur, skulle reduceras till 75 renar.
Ärendet restes av riksdagsledamöter i oppositionen i Stortinget i december 2018, med krav på att genomförande av utslaktning skulle avvakta FN-kommissionens utslag i ärendet. Stortingets majoritet beslöt dock däremot.
FN:s kommission för mänskliga rättigheter, som sammanträder tre gånger årligen,  har ännu (januari 2019) inte tagit upp ärendet.

## Konstverkets namn
Pile o'Sápmi har sitt namn efter Pile o'Bones, som var en plats vid Wascana Creek i nuvarande staden Regina i provinsen Saskatchewan i Kanada, där creeindianer fram till tidigt 1880-tal staplade ben och rester av dödade bisonoxar. Creeindianerna kallade platsen "Oskana-Ka-asateki", vilket betyder "platsen där benen staplas". Benen staplades i specifika cirkulära mönster vid floden. Bakom denna sedvana låg en föreställning om att detta gjorde att bisonoxarna inte skulle lämna ett område, som hyste kvarlevorna av deras släktingar.
Efter koloniseringen av prärien av vita invandrare, fraktades dessa högar av bisonoxebenen mot slutet av 1800-talet österut för att processas till gödselmedel och klister, och i form av benkol som pigment ("bensvärta") för textilfärgning och skokräm, samt för rening och avfärgning av raffinerat socker.